# 水口口岸
水口口岸是中国广西壮族自治区崇左市龙州县水口镇的边境口岸，位于中越边境943号界碑附近，与越南高平省复和县驮隆口岸隔水口河相望。广西·龙州中越水口-驮隆商品展销会自2013年开始每年举办一届，分别在中国广西崇左市龙州县和越南高平省复和县轮流举办。龙州县亦与复和县于2013年正式建立国际友好县关系。